# Петропавловский сельский совет (Богодуховский район)
Петропавловский сельский совет — входит в состав Богодуховского района Харьковской области Украины.
Административный центр сельского совета находится в селе Петропавловка.

## История
- 1918 — дата образования.

## Населённые пункты совета
- село Петропавловка
- посёлок Балабановка
- село Яблочное